# 佛教根本經典
在佛教各宗派法門中，被視為其宗派法門的法源依據、極為推崇的經典。
各派根本經典：
- 淨土宗：淨土五經
- 唯識宗：《解深密經》、《瑜伽師地論》、《成唯識論》等
- 華嚴宗：《華嚴經》
- 密宗：《大日經》、《金剛頂經》等。